# Новый Мокрец
Новый Мокрец (бел. Новы Макрэц) — деревня в Малейковском сельсовете Брагинского района Гомельской области Беларуси.

## География

### Расположение
В 9 км на восток от Брагина, 37 км от железнодорожной станции Хойники (на ветке Василевичи — Хойники от линии Калинковичи — Гомель), 120 км от Гомеля.

## Транспортная сеть
Рядом автодорога Брагин — Лоев.
Планировка состоит из прямолинейной улицы, ориентированной с юго-запада на северо-восток, к которой с запада присоединяются 2 короткие прямолинейные улицы. Жилые дома деревянные усадебного типа.

## История
Известна с XIX века как деревня в Ручеёвской волости Речицкого повета Минской губернии В конце XIX века действовала школа грамоты.
С 8 декабря 1926 года по 30 декабря 1927 года центр Новомокрицкого сельсовета Лоевского, с 4 августа 1929 года Брагинского районов Речицкого, с 9 июня 1927 года Гомельского округов.
В 1931 году организован колхоз. В 1959 году в составе колхоза «Победитель» (центр — деревня Малейки).

## Население

### Численность
- 2004 год — 20 хозяйств, 31 житель.

### Динамика
- 1930 год — 62 двора, 321 житель.
- 1959 год — 364 жителя (согласно переписи).
- 2004 год — 20 хозяйств, 31 житель.